# Fédération générale des syndicats de travailleurs égyptiens
La Fédération générale des syndicats de travailleurs d‘Égypte (FGSTE), en anglais : Egyptian Trade Union Federation (ETUF), en arabe : الاتحاد العام لنقابات عمال مصر, est une confédération syndicale égyptienne fondée en 1957. Elle est affiliée à la Confédération internationale des syndicats arabes (ICATU) et à la Fédération syndicale mondiale (FSM). 

## Histoire
La Fédération générale des syndicats des travailleurs égyptiens (FGSTE) est fondée en 1957, dans un contexte de banissement du pluralisme, le pouvoir choisit les membres du conseil exécutif et la moitié des anciens dirigeants syndicaux sont écartés. Le pluralisme syndical n'est pas autorisé avant 2011. La FGSTE (ETUF) était l'unique fédération syndicale du pays, avant la création de syndicats indépendants,.

## Syndicats généraux affiliés
La fédération générale regroupe 27 syndicats généraux :
- Syndicat général des travailleurs de l’agriculture et de l’irrigation
- Syndicat général des travailleurs du textile
- Syndicat général des travailleurs du commerce
- Syndicat général des cheminots
- Syndicat général des travailleurs des télécommunications
- Syndicat général des travailleurs des services publics
- Syndicat général des travailleurs de l’éducation et de la recherche scientifique
- Syndicat général des travailleurs des industries alimentaires
- Syndicat général des travailleurs des industries mécaniques, métallurgiques et électriques
- Syndicat général des travailleurs de la construction, du bois et des matériaux de construction
- Syndicat général des travailleurs des transports terrestres
- Syndicat général des travailleurs du transport maritime
- Syndicat général des travailleurs du transport aérien
- Syndicat général des travailleurs de la chimie
- Syndicat général des travailleurs des mines et carrières
- Syndicat général des travailleurs de la presse, de l’imprimerie et des médias
- Syndicat général des travailleurs du tourisme et de l’hôtellerie
- Syndicat général des travailleurs de l’administration et des services sociaux
- Syndicat général des travailleurs de la production militaire
- Syndicat général des postiers
- Syndicat général des travailleurs du pétrole
- Syndicat général des travailleurs des finances, des impôts et des douanes
- Syndicat général des procureurs et des auxiliaires de justice
- Syndicat général des travailleurs des sciences de la santé
- Syndicat général des travailleurs des autorités de transport public

## Dirigeants

### Présidents
- 1957-1962 : Mohamed Abdellatif Salama
- 1962-1969 : Ahmed Fahim Abdel Moaty
- 1969-1971 : Abdellatif Meligy Baltia
- 1971-1976 : Salahuddin Mohamed Gharib
- 1976-1987 : Saad Mohamed Ahmed
- 1987-1992 : Ahmed Ahmed Al-Amawy
- 1991-2006 : Mohammed Rashid
- 2006 : Hussain Qasim Mujawar
- Hassan Shehata